# جون غراي (سياسي أسترالي)
جون غراي (بالإنجليزية: John Gray)‏ هو شخصية أعمال وسياسي أسترالي، ولد في 1 ديسمبر 1841 في يورك في المملكة المتحدة، وتوفي في 20 أبريل 1914 في أستراليا. حزبياً، نشط في حزب التجارة الحرة. وقد انتخب عضو مجلس الشيوخ الأسترالي ‏ عن دائرة نيوساوث ويلز ‏ (1904 – 30 يونيو 1910).